# 穆罕默德·伊本·卡西木

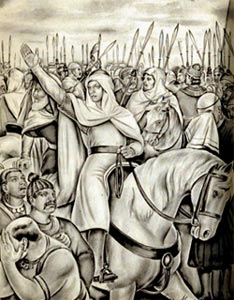
穆罕默德·伊本·卡西木

穆罕默德·伊本·卡西木（阿拉伯语：محمد بن القاسم الثقفي；695年12月31日—715年7月18日）倭马亚王朝将军。
生于塔伊夫，并在该城长大。其父卡西木·伊本·优素福，在其年轻时便逝世。伊本·卡西木由其母带大并接受教育。叔父哈查吉·伊本·优素福受托，像父亲一样教育他，教他如何战争与管理城市。成年后，便与伊本·优素福的女儿结婚。在优素福的帮助下，卡西木被任命为波斯总督，并成功镇压了波斯人的叛乱。后来率军侵入印度，征服今日的信德省和旁遮普省南部地区。
由于卡西木与哈查吉的亲密关系，715年，苏莱曼·本·阿卜杜勒-麦立克继承哈里发之位后，将卡西木处死。
1. ↑  黄心川. . 四川: 四川人民出版社. 1998: 287.